# Twence B.V.

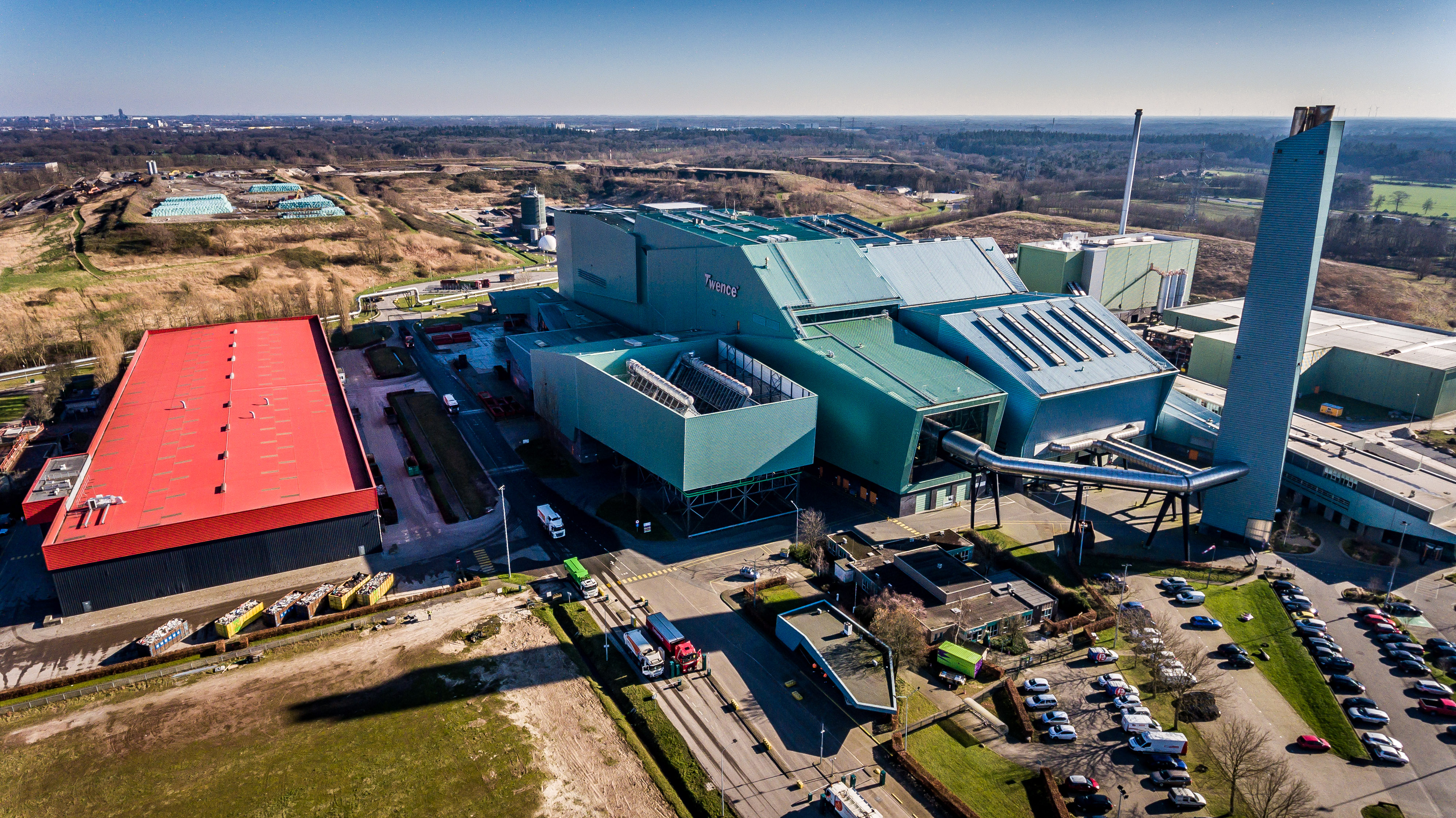
Luchtfoto Twence Locatie Enschede - Hengelo

Twence Holding B.V. is een (eur)regionaal afval- en energiebedrijf dat statutair gevestigd is in Enschede. De gemeenten Berkelland, Borne, Dinkelland, Enschede, Haaksbergen, Hellendoorn, Hengelo, Hof van Twente, Losser, Rijssen-Holten, Tubbergen, en Wierden zijn gezamenlijk aandeelhouder bij Twence. De gemeenten Almelo, Oldenzaal en Twenterand hebben hun aandelen in december 2024 verkocht.

## Geschiedenis en achtergrond

### Publiekrechtelijke samenwerkingsverbanden
Als rechtsopvolger van Regio Twente (en haar voorgangers) heeft Twence de verantwoordelijkheid gekregen over de (afvalstort)terreinen die in het verleden door diverse publiekrechtelijke bestuursorganen zijn opgericht. Na de inwerkingtreding van de Afvalstoffenwet in 1977 werden de gemeenten wettelijk verplicht om op het terrein van afvalverwerking samen te werken.  In het Provinciaal afvalstoffenplan (PAP) werd de verplichte intergemeentelijke samenwerking vastgelegd. Als gevolg van diverse politiek-bestuurlijke ontwikkelingen veranderden de taken en naam van deze verbanden. Afvalverwerking was steeds een van de taken bij deze samenwerking. 
Dit betroffen de volgende regionale samenwerkingsverbanden:
- Openbaar Lichaam Vuilverwerking Twente (1968 - 1977)
- Gewest Twente (1977 – 1984)
- Samenwerkingsverband Twente (1984 – 1994)
- Regio Twente (1995 - 2000)

n.b. In 1978 was er nog sprake van 21 Twentse gemeenten. Na de gemeentelijke herindeling in 2001 tot en met 2003 werd dit aantal teruggebracht tot 14. (Lijst_van_voormalige_gemeenten_in_Overijssel)
Vanwege veranderende omstandigheden en ontwikkelingen op het gebied van afvalverwerking kwam een fusie tot stand tussen de geprivatiseerde sector milieu van Regio Twente en AviTwente B.V. Deze fusie leidde tot een nieuw bedrijf: Twence BV, dat op 1 januari 2001 werd opgericht. Als vestigingsplaats werd voor Enschede gekozen.

### Regionale stortplaatsen onder beheer Twence
Als rechtsopvolger van Regio Twente kreeg Twence een viertal stortlocaties in beheer.
Voormalige stortplaats Vasse
Het stortterrein Vasse - gelegen in de gemeente Tubbergen – omvat circa 6 ha en is geopend in 1976. De bergingscapaciteit bedroeg circa 65.000 m³ voldoende voor circa 0,8 miljoen m³ afval. De gronden ter plekke van de voormalige zandwinningen en afvalstortplaatsen zijn steeds in particulier agrarisch bezit geweest en gebleven. Het afval hoort bij het grondeigendom.
Nadat deze locatie was volgestort, is in 1988/1989 een leeflaag aangebracht dat als weidegrond gebruikt kan worden. 
Twence heeft de verplichtingen tot nazorg van deze locatie. Dit houdt in dat de kwaliteit van het grondwater regelmatig wordt gemonitord en het vrijkomende stortgas wordt onttrokken, waarmee elektriciteit wordt geproduceerd. Jaarlijks wordt onderzocht of er sprake is van landbouwschade. Indien daar sprake van is wordt deze jegens de grondeigenaren gecompenseerd.
Voormalige stortplaats 't Rikkerink
Op de stortplaats ’t Rikkerink (gemeente Hof van Twente, voorheen Ambt Delden) is circa 30 ha groot. Het afval werd gestort op het maaiveld zonder onderafdichting. Tussen 1969 tot 1989 is circa 4 miljoen ton bouw- en sloopafval, huishoudelijk afval en industrieel afval gecontroleerd gestort. De stort is op dit moment circa 18 meter hoog. 
De stortplaats wordt sinds 1986 niet meer gebruikt en is in 1989 definitief afgedekt met een laag afdekgrond afkomstig uit de Regge. 
Daarna is de relatief vlakke bovenzijde als weidegrond in gebruik genomen. In 2015 is door Twence bij de provincie Overijssel een saneringsplan ingediend om de stortplaats op het bovenvlak te voorzien van een waterdichte harde afdeklaag. Gemaakt van een bouwstof, een immobilisaat van bodemassen. Deze afdeklaag moest tevens de fundering vormen voor een zonnepark. Transport van dit materiaal verliep van de haven van Hengelo naar een speciaal aangelegde kade bij Het Rikkerink. Zowel de Vrienden van Twickel als de Stichting Twickel waren aanvankelijk niet overtuigd van het effect dat het gedeeltelijk afdekken van de vuilstort de verontreiniging van het grondwater zou verminderen. Na betere onderbouwing van het plan, heeft het college van Gedeputeerde Staten van de provincie Overijssel het saneringsplan vergund. 
Stortplaats Elhorst Vloedbelt 
Vanaf begin jaren tachtig is er enorm veel geprocedeerd over deze afvalverwerkingsinrichting inrichting gelegen tussen Almelo en Zenderen/Borne. 
De kern van de bezwaren was dat deze stortlocatie niet nodig was voor de verwerking van het afval uit Twente omdat de capaciteit van de stortplaats Boeldershoek toereikend zou zijn. 
In 1994 is Elhorst/ Vloedbelt na diverse procedures bij de Raad van State in gebruik genomen. De totale locatie heeft een oppervlakte van circa 72 hectare, waarvan circa 42 hectare bestemd werd voor stortactiviteiten en het overslagstation. 
Er mocht op grond van de vergunning totaal circa 5 miljoen m³ afval op deze stortplaats worden gestort. Het afval werd onder de zogenaamde IBC-voorwaarden (isoleren, beheersen en controle - voorwaarden) gestort. 
Om logistieke voordelen te behalen konden de gemeenten uit noordwestelijk Twente huisvuilwagens voor brandbaar huishoudelijk restafval en GFT op Elhorst Vloedbelt overslaan. Daarmee bespaarden ze tijd en kosten. 
Sedert 2009 wordt er geen afval meer overgeslagen. Er wordt nog wel in beperkte mate afval gestort.
Stortplaats Boeldershoek (Afvalverwerkingsterrein Boeldershoek) 
Boeldershoek is in 1985 als stortplaats in exploitatie genomen. Het terrein besloeg toen 130 ha en is voornamelijk gelegen binnen de gemeentegrens van Enschede. Een klein deel van de locatie ligt kadastraal gezien in de gemeente Hengelo.
Op deze locatie werden 4 stortvakken ingepland die ruimte moesten bieden voor 11 miljoen m³ afval. De eerste stortvakken werden in 1985 al voorzien van een (enkelvoudige) vloeistofdichte onderafdichting. Vanaf 1993 dienden nieuw aan te leggen stortterreinen te voldoen aan de zogenaamde IBC-criteria (Isoleren, beheren en controleren). Deze hoge eisen hebben betrekking op: onder- en bovenafdichting, opbouw van de stort, stortgasopvang met daaraan gekoppelde elektriciteitsproductie, opvang en reiniging van percolaatwater en controle op het aangeboden afval. 
De IBC-criteria zijn verder uitgewerkt in het Uitvoeringsregeling Stortbesluit bodembescherming dat op 17 februari 1993 van kracht is geworden. 
Bijzondere stortvakken
In het kader van overheidsbeleid zijn op verzoek van de Provincie de Regio Twente stortvakken ingericht voor gevaarlijke afvalstoffen. Er zijn twee aparte stortvakken voor C2 en C3 afvalstoffen aangelegd. Een vak waar C2 afvalstoffen konden worden geborgen voor onder meer de sterk uitloogbare rookgasreinigingsresiduen van de afvalverbrandingsinstallaties. In de C3 deponie kunnen afvalstoffen gezien hun uitlooggedrag onbehandeld worden gestort. In de loop der jaren is hier onder meer verontreinigde baggerspecie uit het 5 beken plan van het Waterschap gestort en slibben afkomstig van industriële processen.

## Activiteiten Twence B.V.

### Installaties
Door Twence wordt afval omgezet in grondstoffen en energie. Uit GFT-afval wordt biogas gewonnen en tot compost omgezet. 
Hiervoor beschikt Twence over een diversiteit van voorzieningen en installaties, waaronder:
- Afvalverbrandingsinstallaties met energieterugwinning. In 1997 werd de in Enschede gebouwde afvalverbrandingsinstallatie van AviTwente B.V. in gebruik genomen om huishoudelijk brandbaar afval te verwerken.  Aandeelhouders van dit bedrijf waren stroomproducent EDON en de Regio Twente.[5]. Deze installatie bestaat uit 2 afvalverbrandingslijnen, die elk circa 150.000 ton afval per jaar kunnen verwerken. In 2009 werd de installatie uitgebreid met een derde verbrandingslijn.
- Biomassa-energiecentrale
- Composterings- en vergistingsinstallatie[6]
- Pyrolyse-installatie voor biomassa (Hengelo)
- Scheidingsinstallatie voor bedrijfsafval en grof huishoudelijk afval
- Storten van afval op de locaties Boeldershoek en Elhorst Vloedbelt
- Zonneparken (Enschede en 't Rikkerink Ambt Delden)
- Mestverwaardingsinstallatie (Zenderen)[7]

### Levering energie
Er wordt warmte-energie geleverd aan huishoudens in Enschede en Hengelo. Er wordt stoom geleverd aan zoutwinningsbedrijf Nobian voor het indampen van gewonnen zout en warmte geleverd aan Grolsch voor het productieproces. Daarnaast wordt er elektriciteit via het elektriciteitsnet geleverd. In Zenderen wordt Groen gas op het aardgasnet gezet.

### Zonnepark 't Rikkerink Ambt Delden
Op 28 september 2021 is dit zonnepark in gebruik genomen. Er zijn op deze voormalige stortplaats 28.500 zonnepanelen geplaatst. De energieopwekking is voldoende voor 4.350 huishoudens. 
Energie Coöperatie Hof van Twente (ECHT) en Hof van Twente op Rozen participeren in dit park met elk ruim 900 panelen, waardoor ruimte wordt geboden voor lokale participatie.

### Afvangen CO2
Het bedrijf kreeg in 2021 14,3 miljoen euro subsidie van het Ministerie van Economische Zaken en Klimaat voor de bouw van een CO2- afvanginstallatie. Jaarlijks kan hiermee honderdduizend ton CO2 worden afgevangen voor gebruik in met name de glastuinbouw.